# Tribonium guttulosum
Tribonium guttulosum är en kackerlacksart som först beskrevs av Walker, F. 1868.  Tribonium guttulosum ingår i släktet Tribonium och familjen jättekackerlackor. Inga underarter finns listade i Catalogue of Life.